# Спарта (сериал)
«Спарта» (в титрах — Sпарта, вариант литспика) — российский телесериал производства продюсерской компании «Среда». В главных ролях: Артём Ткаченко, Александр Петров. Телесериал получил две премии «Золотой орёл» в категориях «Лучшая мужская роль на телевидении» и «Лучший телефильм».
В 2019 году права на телесериал приобрёл сервис Netflix.

## Сюжет
Действие фильма происходит в петербургской школе. Одна из учительниц выпрыгивает из окна у учеников на глазах. Капитану Игорю Крюкову предстоит провести расследование, чтобы выяснить причины этого поступка, и для этого он знакомится с лидером класса, который в свою очередь расскажет капитану правила игры под названием «Sпарта».

## В ролях
| Актёр               | Роль                                                               |
| ------------------- | ------------------------------------------------------------------ |
| Александр Петров    | Михаил Барковский                                                  |
| Артем Ткаченко      | Игорь Андреевич Крюков, участковый уполномоченный, капитан полиции |
| Валерия Шкирандо    | Анна Анатольевна Липатова, следователь                             |
| Оксана Базилевич    | Марина Ивановна, учитель биологии                                  |
| Ольга Сутулова      | Анастасия Николаевна Истомина, учитель английского языка           |
| Андрей Астраханцев  | Юрий Васильевич Русанов, директор школы                            |
| Юлия Марченко       | Людмила Михайловна Царёва, завуч \ директор школы                  |
| Елена Ложкина       | Валентина Леонидовна Анисимова, школьная уборщица                  |
| Филипп Могильницкий | Владимир Ованесович Баграмов, учитель физкультуры                  |
| Владимир Крылов     | Игнат Антонович, учитель информатики                               |
| Роман Агеев         | психиатр                                                           |
| Михаил Грубов       | Максим Юров                                                        |
| Светлана Строгова   | мать Юрова                                                         |
| Филипп Горенштейн   | Руслан Худяков                                                     |
| Владимир Глазков    | отец Худякова                                                      |
| Ян Гахарманов       | Марат Галимов                                                      |
| Артур Мкртчян       | отец Марата                                                        |
| Алиса Лозовская     | Ирина Шорина                                                       |
| Александр Большаков | Сергей Иванович Шорин, отец Шориной                                |
| Ольга Белинская     | мать Шориной                                                       |
| Яна Енжаева         | Анна Мелкова                                                       |
| Варвара Бородина    | Алина Русанова                                                     |
| Марина Калецкая     | Наташа Белодедова                                                  |
| Олег Гаас           | Георгий Довженко                                                   |
| Юлия Маврина        | Инга, подруга Истоминой                                            |
| Александр Нестеров  | Сёма, эксперт-криминалист                                          |
| Петар Зекавица      | Алексей Петрович Сотников, маркетолог                              |
| Мария Смольникова   | Тоша (Антонина Валерьевна), судмедэксперт                          |
| Антон Багмет        | Валентин Николаевич, баскетбольный тренер                          |